# Kaszczorek
Kaszczorek – część urzędowa Torunia. Liczba mieszkańców Kaszczorka zameldowanych na pobyt stały wyniosła w 2016 roku 2 454 osoby.

## Historia
Kaszczorek wywodzi się ze Złotorii. W XIII wieku administracyjnie należał do diecezji chełmińskiej, choć faktycznie należał on do diecezji włocławskiej. Sołtysami w Kaszczorku byli mieszczanie z Torunia.
Po 1293 roku w miejscowości osiedlił się zakon begardów. Prawdopodobnie wybudowali oni kościół i klasztor, prowadzili oni również winnicę, ogród, sad oraz użytkowali pobliską łąkę. Opiekę nad begardami sprawowali dominikanie. Begardowie opuścili miejscowość około 1321 roku. Parafia i klasztor prawdopodobnie zostały przekazane dominikanom toruńskim przez biskupa włocławskiego Gerwarda. 22 września 1819 roku władze pruskie zlikwidowały zakon. Dominikanie opuścili Toruń, jednak w Kaszczorku przebywali do 1830 roku. Po śmierci o. Mateusza Lipińskiego duszpasterzami w parafii byli księża diecezjalni. W 1848 roku w Kaszczorku założono cmentarz.
Na początku XV wieku w Kaszczorku uprawiano winorośl. Na początku XV wieku winnica w Kaszczorku należała m.in. do Łukasza Watzenrodego, wuja Mikołaja Kopernika, a od 1464 roku do Mikołaja Kopernika ojca.
W XVIII wieku w Kaszczorku założono dwa folwarki. Pierwszy należał do biskupa włocławskiego, drugi do dominikanów.
W 1968 roku Muzeum Etnograficzne im. Marii Znamierowskiej-Prüfferowej w Toruniu kupiło w Kaszczorku zabytkową zagrodę z końca XVIII wieku, którą przekształcono w skansen. W następnych latach w Kaszczorku powstał Park Etnograficzny. Przedstawia on budownictwo ludowe ziemi chełmińskiej oraz architekturę związaną z rybołówstwem. W skład parku wchodzi kilkanaście obiektów architektonicznych.
W 1976 roku Kaszczorek przyłączono do Torunia.